# گرگتج
گرگتج، روستایی است از توابع بخش مرکزی شهرستان نکا در استان مازندران ایران.

## جمعیت
این روستا در دهستان پی‌رجه قرار دارد و براساس سرشماری مرکز آمار ایران در سال ۱۳۸۵، جمعیت آن ۶۲ نفر (۱۷خانوار) بوده‌است. مردم گرگتج از قومیت طبری هستند. مردم گرگتج به زبان طبری (مازندرانی) سخن می‌گویند.